# Palazzo Poggi

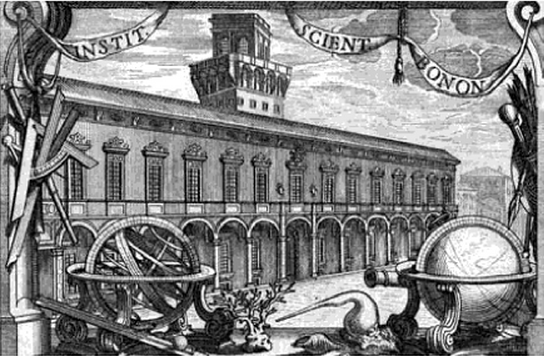
Palazzo Poggi (und damit das wissenschaftliche Institut) auf einer Briefmarke aus dem 18. Jahrhundert

Palazzo Poggi ist ein Palast im Zentrum von Bologna in der italienischen Region Emilia-Romagna. Er liegt in der Via Zamboni 33. Dort ist der zentrale Sitz der Universität Bologna untergebracht sowie das Rektorat derselben.

## Geschichte

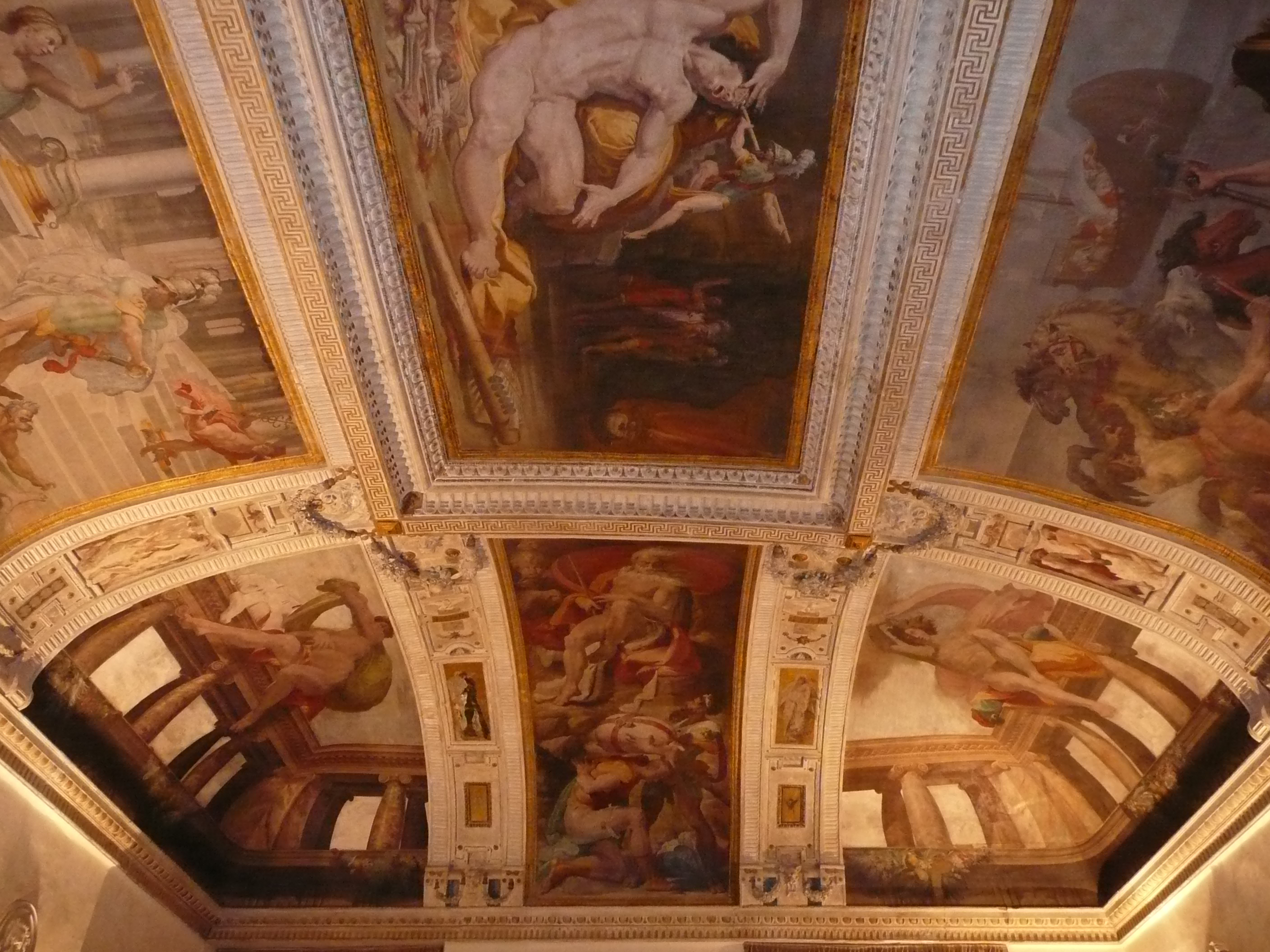
Geschichten des Odysseus (Pellegrino Tibaldi)

Der zwischen 1549 und 1560 errichtete Palast war der verschwenderische Wohnsitz von Alessandro Poggi und seines Bruders, des Kardinals Giovanni Poggi. Nach dem Tod des einen erbten die Del Gallos den Palast, dann die Familie Cellesi und schließlich die Bachieris aus Pistoia. Pietro Banchieri verkaufte ihn 1711 an den Senat von Bologna. Im Inneren ist der Palast mit Fresken von Pellegrino Tibaldi dekoriert, der nach der Meinung einiger auch der Baumeister des Palastes war (nach der anderer war es Bartolomeo Triachini). Im Erdgeschoss wurde eine Aula dem Dichter Giosuè Carducci gewidmet, die Aula Carducci, in der der Dichter 40 Jahre lang Lektionen in italienischer Sprache und Literatur abgehalten hatte. Ebenfalls im Erdgeschoss liegt der Sala dell’Ercole (dt.: Herculessaal), in dem es eine Statue des mythologischen Helden gibt, die Angelo Piò 1730 schuf.
Im 18. Jahrhundert wurde an den Palast die monumentale „Aula Magna“ angebaut, also die ursprüngliche Bibliothek des Institutes der Wissenschaften, die erste öffentliche Bibliothek in Bologna, die 1756 eröffnet wurde. Zwischen 1712 und 1725 wurde der „Torre della Specola“ errichtet, als der Palast Sitz des wissenschaftlichen Institutes und der damit verbundenen Accademia delle Scienze dell’Istituto di Bologna wurde. Im Inneren des Palastes befinden sich darüber hinaus noch zahlreiche Museen der Universität (Museo di Palazzo Poggi, Museo della Specola, Museo Europeo degli Studenti), das Rektorat, die Universitätsbibliothek von Bologna und „Quadreria“ mit weiteren 600 wertvollen Porträts, mit deren Sammlung 1754 begonnen wurde.